# 자유초등학교
자유초등학교는 대한민국 경기도 파주시에 있는 공립 초등학교이다.

## 학교 연혁
- 2011. 01. 13 자유초등학교 설립인가, 병설유치원 설립인가
- 2011. 03. 01 자유초등학교 개교 7학급 편성, 병설유치원 개교 2학급 편성
- 2011. 03. 01 교육과학기술부 지정 자율형 창의 경영 학교 운영 (2011.03.014~2014.02.28)
- 2011. 03. 01 초대 김윤환 교장 취임
- 2011. 03. 02 자유초등학교 시업식 및 입학식
- 2011. 03. 04 병설유치원 입학식
- 2011. 03. 17 자유초등학교 1학급 증설(8학급 편성)
- 2011. 12. 22 환경교육우수학교 경기도교육감 표창
- 2011. 12. 28 영어체험실 완공
- 2011. 12. 31 경기 혁신교육 우수학교 경기도 교육감 표창
- 2011. 12. 31 자유초 전국 100대 교육과정 우수학교 교육과학기술부 장관 표창
- 2012. 01. 31 학교홍보 우수학교 경기도 교육감 표창
- 2012. 03. 01 경기도교육청지정 청렴교육 연구학교 운영(2012.03.01~2014.02.28)
- 2013. 03. 01 초등학교 4학급 증설(16학급 405명), 병설유치원 2학급 증설(총 4학급)
- 2013. 03. 01 초등학교 1학급 증설(17학급 411명)
- 2014. 03. 01 초등학교 2학급 증설(19학급 509명)
- 2015. 03. 01 2대 정옥채 교장 취임
- 2015. 03. 01 초등학교 3학급 증설(22학급 602명)